# CCL1
CCL, hemokin (C-C motiv) ligand 1, je mali glikoprotein koji izlučuju aktivirane T ćelije iz familije inflamatornih citokina poznatih kao hemokini. CCL1 privlači monocite,  ćelije, nezrele B ćelije i dendritske ćelije putem interakcije sa hemokin receptorom na površini ćelijske membrane koji se naziva . Gen ovog hemokina počiva u velikom klasteru CC hemokina na ljudskom hromozomu 17.